# Werner Aisslinger

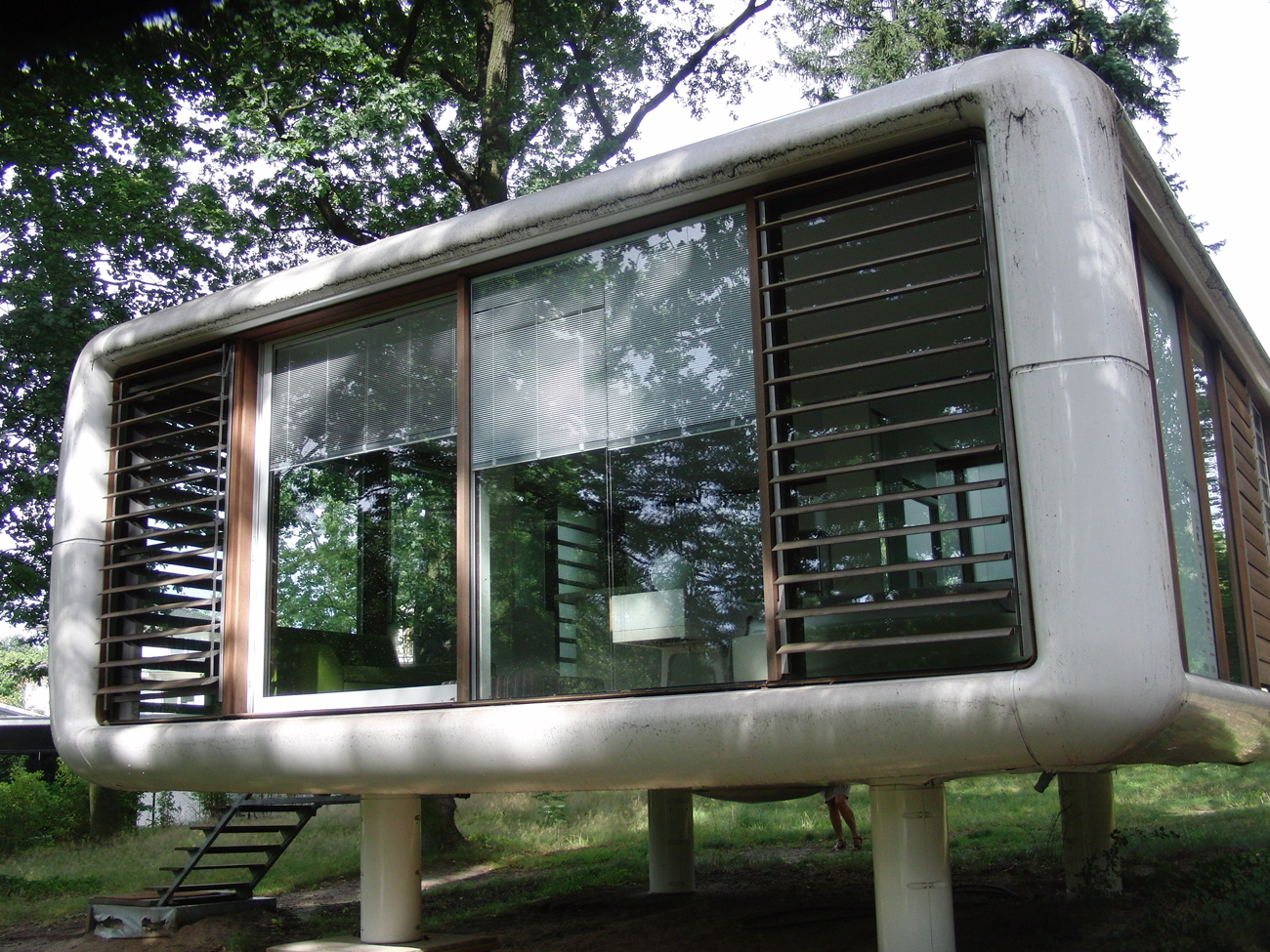
Loftcube von W. Aisslinger anlässlich des Designmai, Berlin 2003

Werner Aisslinger (* 3. November 1964 in Nördlingen) ist ein deutscher Designer mit dem Schwerpunkt auf Produktdesign, Designkonzepte und Markendesign.

## Karriere
Er studierte von 1987 bis 1991 an der Hochschule der Künste in Berlin und arbeitete von 1989 bis 1992 für Jasper Morrison, Ron Arad und das Studio De Lucchi in Mailand. 1993 gründete er sein Studio Aisslinger in Berlin. An der Staatlichen Hochschule für Gestaltung Karlsruhe war er von 1998 bis 2005 Professor für Design. Seit 2006 war er ständiges Mitglied des Kuratoriums der Raymond Loewy Foundation und sitzt in der Jury des Lucky Strike Designer Awards.

## Wirken
Aisslingers Interesse gilt neuen Materialien und Technologien. Daraus erwachsen nach seiner Ansicht heute Innovationen – anders als in der jüngeren Vergangenheit, in der allein die Form im Vordergrund stand.
Als ersten Großkunden konnte er durch einen gewonnenen Design-Wettbewerb die Telefonfirma E-Plus Mitte der 1990er-Jahre für sich gewinnen. Weitere Wettbewerbsteilnahmen, wie Otelo, folgten. Parallel entwickelte er verschiedene Möbelprojekte, wie den Juli Chair und das Endless Shelf (Red Dot Award 1994). Der Juli Chair wurde 1996 als erstes Stuhldesign seit 1964 vom Museum of Modern Art ausgezeichnet und in seine ständige Sammlung aufgenommen. Weitere seiner Arbeiten sind im Laufe der Zeit von verschiedenen Museen aufgenommen worden, darunter dem Fonds national d’art contemporain in Paris, der Neuen Sammlung in München und dem Vitra Design Museum in Weil am Rhein.
In enger Zusammenarbeit mit z. B. Mercedes-Benz Flötotto, DuPont, Berker, BASF, Interlübke und verschiedenen Hotels weltweit entstanden im Laufe der Zeit verschiedene Produktdesigns, wie Lichtschalterserien und Bad- & Küchenarmaturen, bis hin zu kompletten Um- und Ausbauten von Hotels und Innendesigns für Läden, Bars oder Fernsehstudios.
Er erhielt verschiedene Designauszeichnungen, wie den Red Dot Design Award, bei dem er auch in der Jury saß, oder den Designpreis der Bundesrepublik Deutschland.

### Loftcube
Eine seiner Arbeiten ist der 2003 entworfene Loft Cube, ein mobiler Wohnwürfel. Die Idee hinter der 39 m² großen Behausung ist, temporärer an einem Ort zu wohnen und den Cube bei Bedarf mit einem Helikopter oder Kran zu einem neuen Wohnort weitertransportieren zu können. Die Präsentation fand im Rahmen des Berliner Designmai 2003 auf dem Dach eines ehemaligen Kühlhauses, dem heutigen Sitz von Universal Music Deutschland, an der Spree statt. Heute befindet sich der Loft Cube im Skulpturenpark des Hauses am Waldsee in Berlin. Audi verwendete den Loft Cube in der Werbung für den A3 Sportsback. Während der baden-württembergischen Landesgartenschau 2012 diente der Loft Cube dem Nagolder Unternehmen Häfele zur Präsentation von Möbeln, die sich durch besondere Funktionen auszeichnen. Seit 2015 steht er bei Häfele in Kreuzlingen/Schweiz. Im Frühjahr 2013 verwandelte Werner Aisslinger das Haus am Waldsee in ein Home of the Future, und stellte damit anhand zahlreicher Möbel- und Objektbeispiele sein zentrales Thema des Materialtransfers vor, zugleich Aisslingers erste institutionelle Übersichtsausstellung in Deutschland.

### Vitra
Der Schweizer Möbelhersteller Vitra fertigt seit 2004 die von Werner Aisslinger entworfene Büroeinrichtungslinie „Level 34“. Auf der Basis einer 34 cm hohen Bank werden verschiedene Module darin kombiniert.

## Ausstellungen (Auswahl)
- House of Wonders, Pinakothek der Moderne, München 2016/2017[10]
- A&W Designer of the Year, Kölnischer Kunstverein, Köln 2014[11]
- Home of the Future, Haus am Waldsee, Berlin 2013

## Auszeichnungen (Auswahl)
- Design Plus Award, Frankfurt • 1992 für „otto chair“
- Red Dot Design Award, Deutschland (mehrfache Auszeichnung seit 1994 für verschiedene Produkte)
- Design-Biennale Ljubljana • 1998, 2000
- Compasso d’Oro, Mailand • 2004
- FX Award UK, Vereinigtes Königreich • 2005 für „Level34“ – Vitra
- European Hotel Design Awards Winner, Michelberger Hotel, London • 2010
- Designer des Jahres, A&W Architektur & Wohnen •  2014[12]
- German Design Award, PAD Collection • 2016